# Елкленд Тауншип (округ Салліван, Пенсільванія)
Елкленд Тауншип (англ. Elkland Township) — селище (англ. township) в США, в окрузі Саллікан штату Пенсільванія. Населення — 549 осіб (2020).

## Демографія
Згідно з переписом 2010 року, у селищі мешкало 577 осіб у 236 домогосподарствах у складі 157 родин. Було 512 помешкання
Расовий склад населення:
| - 97,6 % — білих - 0,5 % — чорних або афроамериканців - 0,3 % — корінних американців - 0,3 % — азіатів |

До двох чи більше рас належало 1,2 %. Частка іспаномовних становила 0,5 % від усіх жителів.
За віковим діапазоном населення розподілялося таким чином: 14,9 % — особи молодші 18 років, 55,3 % — особи у віці 18—64 років, 29,8 % — особи у віці 65 років та старші. Медіана віку мешканця становила 52,5 року. На 100 осіб жіночої статі у селищі припадало 111,4 чоловіків;  на 100 жінок у віці від 18 років та старших — 116,3 чоловіків також старших 18 років.
Середній дохід на одне домашнє господарство  становив 51 148 доларів США (медіана — 48 333), а середній дохід на одну сім'ю — 53 108 доларів (медіана — 49 375). За межею бідності перебувало 13,6 % осіб, у тому числі 41,3 % дітей у віці до 18 років та 5,1 % осіб у віці 65 років та старших.
Цивільне працевлаштоване населення становило 181 особа. Основні галузі зайнятості: освіта, охорона здоров'я та соціальна допомога — 27,1 %, науковці, спеціалісти, менеджери — 17,1 %, виробництво — 9,9 %, мистецтво, розваги та відпочинок — 7,7 %.